# Аттард
Аттард — місто в центрі острова Мальта. Кількість жителів станом на початок XXI ст. — близько 10 тисяч. Разом з селищами міського типу Бальцана та Лія утворює муніципалітет «Три села». Місто отримало статус самостійного церковного приходу 1499 року. 15 серпня кожного року відзначається свято Діви Марії, покровительки міста.

## Визначні місця
Серед визначних пам'яток міста — ботанічний сад імені Святого Антонія, національний стадіон, національний парк і «Село ремісників» Та' Калі. Палац Святого Антонія, офіційна резиденція президента Мальти, також розташований в Аттард.

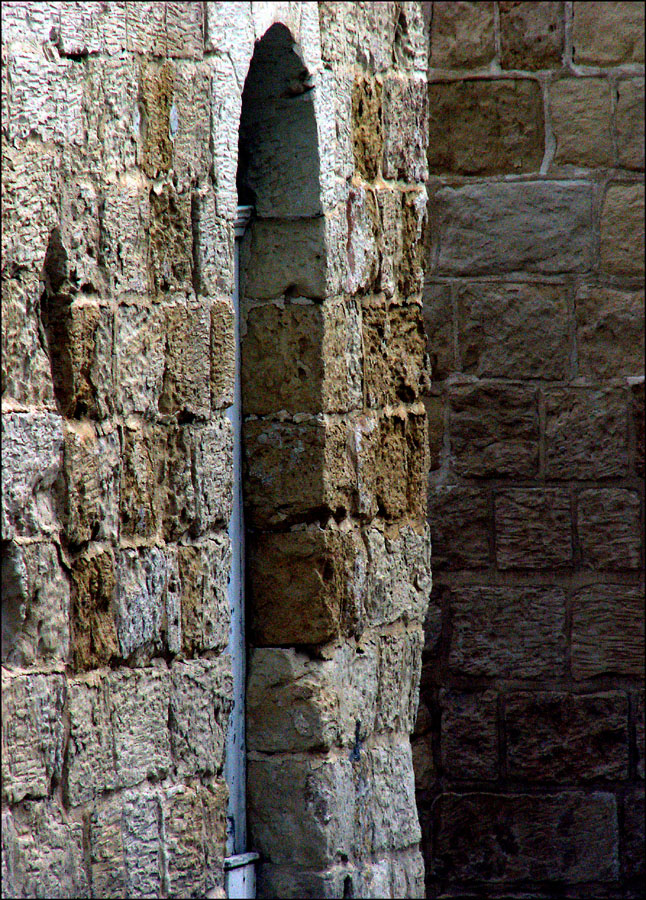
Фермерський будинок в Аттард

## Відомі люди
У Аттарді народився архітектор Тумас Дінглі, який спорудив акведук в м. Віньякур (Wignacourt), портал Porta Reale в м. Ла-Валетта і ряд церков, у тому числі собор у Аттарді.